# Chevigny-en-Valière
Chevigny-en-Valière ist eine französische Gemeinde mit 409 Einwohnern (Stand: 1. Januar 2022) im Département Côte-d’Or in der Region Bourgogne-Franche-Comté (vor 2016 Bourgogne); sie gehört zum Arrondissement Beaune und zum Kanton Ladoix-Serrigny. 

## Geographie
Chevigny-en-Valière liegt etwa 35 Kilometer südsüdwestlich von Dijon. Hier mündet die Vandène in die Dheune. Umgeben wird Chevigny-en-Valière von den Nachbargemeinden Meursanges im Nordwesten und Norden, Corgengoux im Norden und Nordosten, Palleau im Osten, Saint-Martin-en-Gâtinois im Südosten, Saint-Gervais-en-Vallière im Süden sowie Saint-Loup-Géanges im Westen.

## Bevölkerung
| Jahr                       | 1962 | 1968 | 1975 | 1982 | 1990 | 1999 | 2006 | 2011 | 2019 |
| Einwohner                  | 172  | 165  | 153  | 195  | 235  | 233  | 248  | 303  | 378  |
| Quellen: Cassini und INSEE |      |      |      |      |      |      |      |      |      |

## Sehenswürdigkeiten
- Kirche Saint-Didier
- Château de Voguë von 1740
- Château Les Tourelles von 1890